# Дорошенко, Яна Александровна
Яна Александровна Дорошенко (укр. Дорошенко Яна Олександрівна; род. 5 июля 1994, Чернигов) — азербайджанская волейболистка. Связующая. Игрок ЖВК «СВА Реховот» (Хапоэль) и сборной Азербайджана.

## Карьера
Родилась 5 июля 1994 года в Чернигове.
Выступала за «Спортлицей» (Белая Церковь). 
Играла за юниорскую сборную Украины. Принимала участие в чемпионате Европы по волейболу среди девушек 2011 и чемпионате Европы по волейболу среди женских молодёжных команд 2012. 
В сезоне 2021/2022 играла за «Маккаби Ирони» (Хадера). 
В сезоне 2022/2023 играла за  «Маккаби Геопласт» (Тель-Авив).
В октябре 2023 года подписала контракт с «СВА Реховот» (Хапоэль). 
Участвует в Золотой Евролиге.